# Łęgajny
Łęgajny (niem. Lengeinen) – wieś w Polsce położona w województwie warmińsko-mazurskim, w powiecie olsztyńskim, w gminie Barczewo.
W latach 1954–1959 wieś należała i była siedzibą władz gromady Łęgajny, po zmianie siedziby i nazwy gromady w gromadzie Barczewo. W latach 1975–1998 miejscowość administracyjnie należała do województwa olsztyńskiego. Wieś znajduje się w historycznym regionie Warmia.
W roku 2021 we wsi mieszkało 1467 osób, z czego 50% stanowiły kobiety, a 50% - mężczyźni.
Pod koniec XIX wieku przez miejscowość przeprowadzono linię kolejową Olsztyn – Korsze, ze stacją Łęgajny.
W pobliżu znajduje się: Jezioro Linowskie i przebiega droga krajowa nr 16.

## Historia
Wieś lokowana była w roku 1364 przez kapitułę warmińską. Zasadźcami wsi byli dwaj Prusowie bracia Gedeke i Hannike. Wieś lokowana była na obszarze 60 włók. W ogólnej powierzchni wsi mieściła się działka sołtys o powierzchni 6 wolnych włók na prawie chełmińskim. Osadnicy mieli zapewnione 15 lat wolnizny. W akcie lokacyjnym wsi przewidziano założenie we wsi karczmy.
Według zapisów z lustracji Łęgajn w roku 1658 wieś miała powierzchnię 60 włók. W tym czasie były tam 23 gospodarstwa chłopskie, dwóch dziedzicznych sołtysów oraz jeden wolny właściciel włók z obowiązkiem służby rycerskiej, a także jedna karczma. Chłopi odprowadzali czynsz z 50 włók w wysokości: 241 florenów, 17 groszy i 9 fenigów oraz w naturze 96 kur i 24 gęsi.
Od roku 1796 właścicielami niewielkiego majątku ziemskiego, funkcjonującego obok gospodarstw chłopskich była rodzina von Saß. W XIX wieku majątek ten był w posiadaniu kolejnych rodzin: Jagodyńskich, Goeldelów i Binder. Ostatnią właścicielką majątku o powierzchni prawie 300 ha w Łęgajnach przed rokiem 1945 była Marga von Teubern.

## Zabytki
- Kaplica z 1875 roku, po rozbudowie w roku 1989 kościół parafialny.
- Dzwonnica wykonana z pnia dębu rozwidlonego na górze.
- Dwór z końca XIX wieku, murowany z czerwonej cegły, wzniesiony na rzucie prostokąta, dwukondygnacyjny. Przy dworze park ze starodrzewem.
- Kapliczka przydrożna z XIX wieku.

## Demografia
W roku 1864 na terenie majątku były 4 domy mieszkalne w których mieszkało 59 osób. W tej liczbie osób było 9 luteran i 50 katolików, w tym 23 Niemców i 36 Polaków. W tym samym roku w części wsi zamieszkanej przez chłopów było 40 domów mieszkalnych, w których żyło 415 osób, wszyscy byli katolikami i posługiwali się językiem polskim.
Liczba mieszkańców: w roku 1818 – 208 osób, w 1864 – 474, w 1939 – 731, w 1998 – 1072.

## Osoby związane
W Łęgajnach urodził się i pracował Franciszek Gollan. Urodzili się tutaj także bracia Goeldel-Bronikoven (Alfred i Horst) – niemieccy medaliści olimpijscy w strzelectwie.
Dorastał tu i mieszkał tu również Marek Jackowski, lider zespołu Maanam.